# Yellowstone Crags
Die Yellowstone Crags (von englisch yellow stone ‚gelbes Gestein‘ und englisch crags ‚Klippen‘) sind eine durch Erosion entstandene Gruppe von Felsnadeln auf Saunders Island im Archipel der Südlichen Sandwichinseln. Sie ragen 800 m westlich des Sombre Point auf.
Ihren deskriptiven Namen erhielten sie 1971 durch das UK Antarctic Place-Names Committee.